# Ахметгалиев, Айдар Камилович
Айдар Камилович Ахметгалиев — младший сержант Вооружённых Сил СССР, участник войны в Афганистане, погиб при исполнении служебных обязанностей, кавалер ордена Красной Звезды (посмертно).

## Биография
Родился 27 июля 1962 года в селе Ивановка Соль-Илецкого района Оренбургской области.
Окончив среднюю школу, освоил специальность тракториста и работал в совхозе «Южный» Соль-Илецкого района.
22 октября 1981 года Ахметгалиев был призван на службу в Вооружённые Силы СССР Соль-Илецким районным военным комиссариатом. В феврале 1982 года направлен для дальнейшего прохождения службы в состав ограниченного контингента советских войск в Демократической Республике Афганистан. Командовал отделением парашютно-десантной роты 357-го гвардейского парашютно-десантного полка 103-й воздушно-десантной дивизии, расквартированной в столице Афганистана — городе Кабуле.
Неоднократно принимал участие в войсковых операциях против вооружённых формирований мятежников. В ходе выполнения очередной боевой задачи в районе кишлака Машкар провинции Парван взвод, в котором отделением командовал гвардии младший сержант Айдар Камилович Ахметгалиев, столкнулся с крупным формированием моджахедов и принял бой. В разгар сражения Ахметгалиев вынес на себе с поля боя раненого командира взвода. При возвращении на исходную позицию он получил смертельное ранение и вскоре скончался.
Похоронен на кладбище деревни Покровка Соль-Илецкого района Оренбургской области.
Указом Президиума Верховного Совета СССР гвардии младший сержант Айдар Камилович Ахметгалиев посмертно был удостоен ордена Красной Звезды. Также посмертно он был награждён афганской медалью «Воину-интернационалисту от благодарного афганского народа».

## Память
- В честь Ахметгалиева названа улица в селе Покровка Соль-Илецкого района Оренбургской области[3].
- Имя Ахметгалиева носит Покровская средняя школа[3].